# D4DJ
 (novembre 2023).
La mise en forme du texte ne suit pas les recommandations de Wikipédia : il faut le « wikifier ».
Les points d'amélioration suivants sont les cas les plus fréquents. Le détail des points à revoir est peut-être précisé sur la page de discussion.
- Les titres sont pré-formatés par le logiciel. Ils ne sont ni en capitales, ni en gras.
- Le texte ne doit pas être écrit en capitales (les noms de famille non plus), ni en gras, ni en italique, ni en « petit »…
- Le gras n'est utilisé que pour surligner le titre de l'article dans l'introduction, une seule fois.
- L'italique est rarement utilisé : mots en langue étrangère, titres d'œuvres, noms de bateaux, etc.
- Les citations ne sont pas en italique mais en corps de texte normal. Elles sont entourées par des guillemets français : « et ».
- Les listes à puces sont à éviter, des paragraphes rédigés étant largement préférés. Les tableaux sont à réserver à la présentation de données structurées (résultats, etc.).
- Les appels de note de bas de page (petits chiffres en exposant, introduits par l'outil «  Source ») sont à placer entre la fin de phrase et le point final[comme ça].
- Les liens internes (vers d'autres articles de Wikipédia) sont à choisir avec parcimonie. Créez des liens vers des articles approfondissant le sujet. Les termes génériques sans rapport avec le sujet sont à éviter, ainsi que les répétitions de liens vers un même terme.
- Les liens externes sont à placer uniquement dans une section « Liens externes », à la fin de l'article. Ces liens sont à choisir avec parcimonie suivant les règles définies. Si un lien sert de source à l'article, son insertion dans le texte est à faire par les notes de bas de page.
- La présentation des références doit suivre les conventions bibliographiques. Il est recommandé d'utiliser les modèles {{Ouvrage}}, {{Chapitre}}, {{Article}}, {{Lien web}} et/ou {{Bibliographie}}. Le mode d'édition visuel peut mettre en forme automatiquement les références.
- Insérer une infobox (cadre d'informations à droite) n'est pas obligatoire pour parachever la mise en page.

Pour une aide détaillée, merci de consulter Aide:Wikification.
Si vous pensez que ces points ont été résolus, vous pouvez retirer ce bandeau et améliorer la mise en forme d'un autre article.
D4DJ (ディーフォーディージェー, Dīfōdījē) est un projet de Bushiroad de 2020 qui développe de multiples projets cross-média sous la thématique DJ qui impliquent un anime, un jeu vidéo ainsi que des performances live par des seiyūs (, acteurs de doublage).
Le D4 dans le titre est un acronyme pour "Dig Delight Direct Drive" il apparaît également en haut du logo.

## Projet
À l'origine il s'agit de la troisième et ultime étape d'un triple projet musical cross-média (メディアミックス, ongaku media mikkusu sanbusaku) après BanG Dream! et Shōjo Kageki Revue Starlight.
Selon l'interview de Masahiro Nakayama, le producteur général du projet, avec le site web Anime! Anime!, Takaaki Kidani le président de Bushiroad, a décidé de lancer ce projet à la suite d'un voyage à Singapour, car il avait été impressionné en voyant l'unité de DJ américain The Chainsmokers.

### Distribution
Yuka Nishio, qui est actuellement actif en tant que DJ, a été nommé membre de Happy Around! dans le rôle de Rinku Aimoto. De nombreuses doubleuses issues d'autres projet de Bushiroad aussi bien de BanG Dream! que de Shōjo Kageki Revue Starlight ont rejoint le projet.
Dans ce projet, un producteur est attaché à chaque unité, comme par exemple Seiji Mizushima, directeur de l'adaptation anime pour la télévision, qui s'est proposé et qui a été retenu comme manager de Photon Maiden. Lors du travail de production de cette unité, l'opinion de Seiji Mizushima est respectée (comme pour la sélection des chansons originales et des reprises) en dehors de cela la production musicale et l'image du groupe, entre autres, dépendent uniquement de Bushiroad. Bien que Mizushima ne soit pas impliqué dans le casting, il participe à l'enregistrement de la version du jeu et aux conseils de performance lors des performances en direct.

## Histoire
Évolution et mentions du projets cross-média au cours du temps.
Le 30 décembre 2018, annonce du lancement du projet D4DJ lors du Bushiroad DJ LIVE vol.1 (ブシロード DJ LIVE vol.1).
Le 5 avril 2019, annonces simultanées du lancement de l'adaptation du concept musical en série anime et en jeu vidéo mobile et révélation des silhouettes des huit personnages principaux, lors du Bushiroad DJ LIVE vol.2 (ブシロード DJ LIVE vol.2). Le 13 mai 2019, publication de seize nouvelles silhouettes lors d'une diffusion en direct sur YouTube intitulée D4DJ Special Live Broadcast -STAY TUNE!- (D4DJスペシャル　-STAY TUNE!-).

## Personnages
Parmi les groupes du projet, les personnages des quatre groupes Happy Around!, Peaky P-key, Photon Maiden et Lyrical Lily sont des lycéennes, alors que ceux des groupes Rondo et Merm4id sont des étudiantes.

### Happy Around!
Rinku Aimoto (りんく, Aimoto Rinku)
Voix japonaise : Nishio Yuka
Elle est partie à l'étranger à cause du travail de ses parents quand elle était enfant. Pour la rentrée au lycée, elle est retournée seule au Japon et habite maintenant chez sa grand-mère. Elle est joyeuse, pleine d'entrain et toujours positive. Il y a aussi des endroits où la nature est un peu désynchronisée. Elle s'intéresse aux DJ depuis sa rencontre avec Maho.
Maho Akashi (Akashi Maho)
Voix japonaise : Karin Kagami
Impressionnée par les performances des DJ, qu'elle avait l'habitude de voir, c'est tout naturellement qu'elle a décidé de tenter l'expérience à son tour. Depuis peu, elle s'essaye même à la création de pistes. Bien que confuse par la naïveté de Rinku, lorsque celle-ci l'a poussé à former le groupe, il est indéniable que ce dernier prend de plus en plus d'ampleur.
Muni Onaruto (むに, Ōnaruto Muni)
Voix japonaise : Haruka Mimura
Toute petite déjà, ses peintures recevait les éloges de Rinku, de toute évidence c'est ce qui la poussa à se lancer sérieusement dans l'illustration. Pas étonnant, désormais, que son activité d'"illustratrice" attire autant l'attention sur internet. Elle est adorable avec celles et ceux qui l'apprécient mais possède une solide carapace contre les autres.
Rei Togetsu (Togetsu Rei)
Voix japonaise : Kanon Shizaki
Élevée en jeune fille de bonne famille, elle a reçu une solide éducation depuis sa tendre enfance, sa virtuosité au piano en est un bon exemple. Suivre la voie toute tracée par ses parents l'oppresse, mais jusqu'à présent elle n'a jamais eu le courage de s'en éloigner. Aussitôt qu'elle a rencontré Rinku, un vent de changement s'est levé en elle et depuis elle se métamorphose progressivement.

### Peaky P-key
Kyoko Yamate (Yamate Kyōko)
Voix japonaise : Aimi
Il est le chef de l'unité DJ des étudiants du secondaire "Peaky P-key" et est charismatique. Il a grandi dans une famille de musiciens et possède un talent naturel, mais d'un autre côté, ses efforts quotidiens sont indispensables. Je sens quelque chose attiré par les performances amusantes de Rinku.
Inuyose Shinobu
Voix japonaise : Misuke Takagi
Il est membre du staff DJ de "Peaky P-key" et membre du staff. Les capacités du DJ sont considérables et il est bon en remixage et en création de pistes. Son passe-temps est le netoge et est célèbre dans ce monde. Il est un mangeur déséquilibré et est complètement enfant en matière de goût. Bien qu'il soit irréparable pour Minegishi, il est la personne la plus sensée de l'unité.
Yuka Jennifer Sasago
Voix japonaise : Moka Koizumi
Un créateur d'humeur de "Peaky P-key". Quand je cherchais le "meilleur moment" comme passe-temps pour la photographie, j'ai rencontré Kyoko et j'ai décidé de participer en tant que VJ. Élevé par les parents de Jim Trainer, il est gai et gai et traite tout le monde avec douceur.
Shimizu Esora
Voix japonaise : Rei Kurachi Otori
Belle personne chargée de "Peaky P-key" (autoproclamé). Il est un artiste à la racine, participe aux activités de DJ de Kyoko pour se divertir et divertir tout le monde, et est généreux en fournissant ses biens personnels. Un tacticien qui essaie de prendre ses véritables intentions par surprise.

### Photon Maiden
Saki Izumo
Voix japonaise : Risa Spinoki
Une fille polyvalente qui peut étudier et faire de l'exercice. Elle est synesthète et est capable de voir des couleurs en écoutant de la musique. Elle a été touchée en voyant la performance en direct d'un DJ et elle a voulu essayer de devenir DJ elle-même. Elle ne parle généralement que le strict minimum, mais elle montre des performances exceptionnelles sur scène.
Niijima Ibuki
Voix japonaise : Ami Maejima
Depuis que qu'elle est enfant, elle aime bouger son corps et pratiquer différents sports. Au collège, elle s'est réveillée avec le plaisir de danser et de chanter et a commencé à fréquenter une école de spectacle. Elle n'oublie jamais de se soucier de son environnement et fait preuve de leadership à la fois dans le nom et la réalité.
Hanamaki Towa
Voix japonaise : Yooi Iwata
Sa famille appartient à un groupe de jeunes local et a activement participé à des festivals locaux. Une photo d'elle lors d'un événement local est devenue populaire sur les réseaux sociaux. Elle est une passionnée d'idoles et assiste toujours à des spectacles, et elle aime s'inspirer de leurs performances.
Fukushima Noa
Voix japonaise : Hinata Satō
Elle est une amatrice de littérature et a et aspire à se produire après avoir été félicitée lors d'un atelier de théatre. Elle est curieuse, bien informée et bavarde sur ses intérêts. Elle est passionéd par les "choses mignonnes"

### Merm4id
Rika Seto
Voix japonaise : Natsumi Hirajima
Sa devise est "La vie est pour le plaisir!", Et il passe sa vie universitaire dans tout. J'adore les fêtes où je peux chanter et danser avec mes amis. Marika, qui est ma meilleure amie, et Saori qui l'a rencontré, ont commencé à faire du DJ avec Dahlia. Un talent naturel qui surmonte tout avec chance et charme.
Marika Mizushima
Voix japonaise : Yumei Okada
Un caractère curatif avec une personnalité calme. Il est également actif comme mannequin pendant ses études. Au moment d'entrer à l'université, il a reçu beaucoup d'attention, mais il est devenu un meilleur ami avec Rika qui a parlé sans hésitation. Bien qu'il ait une atmosphère calme, il aime les performances live et aborde sérieusement les activités DJ qu'il a commencées.
Saori Hidaka
Voix japonaise : Himari Hazuki
Il a commencé à faire du DJ au lycée, et comme il avait une personnalité sérieuse, il était enthousiaste à l'idée de pratiquer et sa technique était appropriée. Même maintenant que je suis devenu étudiant parce que mes pensées négatives se faisaient rares, mon activité était encore modeste. Bien qu'il ait rejoint l'unité après avoir été invité de force par Rica, il fait un point pour sa croissance et ses rêves.
Dalia Matsuyama
Voix japonaise : Ai Negishi
Une danseuse en herbe qui n'est liée par aucun genre, comme le ballet, la danse japonaise ou contemporaine, et qui travaille dur tous les jours. Rika ressent quelque chose qu'elle n'a pas dans le confort du club-house et la rejoint. Il est un dandan d'arts martiaux et agit également comme videur.

### Lyrical Lily(?)
Miyu Sakurada
Voix japonaise : Hazuki Tanda 
Un lycéen qui est gentil, respectueux et attentionné. Nous avons commencé les activités DJ parce que nous avons tous trouvé du matériel analogique. Il connaît également les chansons populaires et les chansons folkloriques en raison de l'influence de sa famille.
Haruna Kasuga
Voix japonaise : Amane Shindo
Il achète un membre du comité de discipline avec une personnalité simple, mais il est toujours impliqué dans les problèmes. Bien qu'il ne montre aucun intérêt pour les activités DJ, le sang des audiophiles se précipite.
Kurumi Shiratori
Voix japonaise : Ruka Fukagawa
Je m'ennuie de la vie scolaire stricte d'un célèbre enfant de famille et je prévois toujours des méfaits. Je ne peux pas réaliser le rêve qui résout les problèmes en traitant avec Dieu (mais n'arrêtez pas les méfaits!).
Miiko Takeshita
Voix japonaise : Yutsuki Watase
J'adore jouer et j'aime Yume et les autres. Je ne sais pas à quoi je pense sans robe, mais en fait je ne pense à rien. Un type qui rit et aime les maisons hantées et les films d'horreur.

### RONDO
Tsubaki Aoyagi
Voix japonaise : Rina Kato
Après avoir fait la connaissance d'Aoi, il a été invité dans une unité DJ sans chant, et dès qu'il a rejoint, il a commencé à attirer beaucoup d'attention. Un chanteur naturel qui a chanté une mélodie quand il était plongé dans son esprit. L'attitude est haussière, mais extrêmement solitaire.
Tsukimiyama Nagisa
Voix japonaise : Saei Otsuka
Une guitariste qui a grandi dans une maison de rock au centre-ville. En me promenant à la recherche d'un endroit pour m'entraîner, j'arrivais au club-house où Aoi était DJ, et je montais souvent chez Hisai. Bien que certains aspects soient timides, ils soutiennent fortement le fait qu'ils ont un fort sentiment de camaraderie et n'ont pas de sens.
Hiiro Yano
Voix japonaise : Momoharu Haruna
Un étudiant fascinant avec une atmosphère mature. Bien qu'il soit responsable de VJ, il possède une connaissance approfondie de tous les aspects de l'art, il joue donc également un rôle dans la création de la vision du monde de l'unité. C'est un psychologue majeur qui écoute attentivement les conseils des membres, mais quand il est trop égoïste, il joue également un rôle dans la dégustation.
Aoi Miyake
Voix japonaise : Tsunko
Il est DJ exclusif dans un clubhouse historique et a de nombreux fans pour ses looks neutres. Il est tombé amoureux de la voix de Tsubaki et a encouragé la formation d'une unité DJ. Bien que ce soit un visage de poker qui ne montre pas de réelles intentions, il est ouvert aux membres de l'unité.

### Autres personnages
Michiru Kaihara
Voix japonaise : Kotori Koiwai
Fille de DJ solo, étudie au Yoyo Gakuen Middle School en 3éme année. Nièce de Haruki Umihara, elle connaît la culture pop dans son ensemble et se spécialise dans le remixage avec son propre logiciel vocal.
Dans "D4DJ Groovy Mix", elle a été implémentée en tant que personnage jouable à partir du 1er mars 2021.
Ryujin Kobune
Voix japonaise : Tōru Furuya
Ancien membre de l'unité DJ "LMO". Actuellement, il est le maître du café "Vinal".
Inuyose Dennojo
Voix japonaise : Naoto Takenaka
Ancien membre de l'unité DJ "LMO". Le grand-père d'Inuyori Nobu. Un super DJ.
Mitsuhashi Kuu
Voix japonaise : DAIGO
Fils de l'ancien membre "Sho Mihashi" de l'unité DJ "LMO". D4FES a été relancé pour la première fois en 8 ans.
Haruki Kaibara
Voix japonaise : Hisanori Yoshida
Ancien membre de l'unité DJ "LMO". Oncle de Michiru Kaihara.
Airi Amano
Voix japonaise : Nana Mizuki
Ancien membre de l'unité DJ "Scarlet Canary". Travaille actuellement au café "Vinal".
Mana Kase
Voix japonaise : Arisa Komiya
Ancien membre de l'unité DJ "Scarlet Canary". Actuellement DJ à l'étranger.
Shano Himegami
Voix japonaise : Raychell
Ancien membre de l'unité DJ "Lynx Eyes". Il est actuellement le producteur de Photon Maiden.
Takao Toka
Voix japonaise : Silent Siren
Ancien membre de l'unité DJ "Lynx Eyes".
Misa Amane
Voix japonaise : Shuka Saito
Élève de deuxième année au lycée Yoyo Gakuen. DJ chargé de la diffusion du coin midi "Lunchtime Groove" diffusée sur le campus. Il est également le MC général pour d'autres événements DJ sur le campus.

## Personnel
- Créateur original - Bushiroad
- Producteur exécutif - Takaaki Kidani
- Ébauche d'histoire - Ko Nakamura
- Conception des personnages - Yache
- Producteur général - Masahiro Nakayama
- Producteur de musique - Shigeru Saito

## Producteur de musique
Chaque unité a un producteur de musique.  
- Happy Around! : Shigeru Saito
- Peaky P-key: Noriyasu Uematsu (Eléments Garden)
- Photon Maiden: Seiji Mizushima
- Merm4id: Kazushi Miyakoda
- Rinbukyoku : Masahiro Nakayama AVEC SYSTÈMES SONORES D'EMPIRE
- Lys lyrique: Wataru Nakamura

## Télévision

### D4DJ
- JAPAN COUNTDOWN (2 février 2020, TV Tokyo ) -Spinning, Takagi, Nishio

### Happy Around!
- Festival Specialist Plus -Kyoka Suigetsu- (26 janvier 2020, Space Shower TV Plus )
- La danse Rin (D4DJ) commence. (À partir du 23 février 2020, Space Shower TV Plus)

### Photon Maiden
- D4DJ TV (à partir du 3 avril 2020, TOKYO MX )

## Radio

### D4DJ
- Time Machine No. 3 et Our Hole in Chiharu Hofu (21 janvier 2020, FM FUJI ) -Kato, Momo
- Réunion de l'unité D4DJ -Peaky P-key- (17 septembre 2019, Youtube)
- D4DJ Piki Piki RADIO (3 février 2020-, Hibiki -HiBiKi Radio Station -) - Koizumi, Takagi

## Concert

### D4DJ
| #   | Date d'apparition   | Titre                                       | Lieu                                               | Unité de fonte                                                                                                  | Remarque |
| --- | ------------------- | ------------------------------------------- | -------------------------------------------------- | --- | --- |
| 1er | 20, 21 juillet 2019 | D4DJ 1st LIVE                               | Salle d'exposition internationale Makuhari Messe 1 | Happy Around! Clé P Peaky Photon Maiden Merm4id RONDO                                                           | 2 représentations Le premier jour se tiendra avec Argonavis et le deuxième jour se tiendra conjointement avec RAISE A SUILEN . Shizaki, Koizumi, Sato le jour 1 et Shisaki, Kurachi, Maejima et Spinoki n'apparaissent pas le jour 2. Le design des personnages de chaque unité et le comédien de chaque personnage ont été annoncés. |
| 2e  | 14 octobre 2019     | D4DJ 2nd LIVE -Day Party- / -Nonstop Night- | Shinagawa Prince Hotel Stella Ball                 | Happy Around! Peaky P-key Photon Maiden Merm4id RONDO                                                           | 2 représentations Koizumi et Maejima n'ont pas comparu. Le design des personnages de la nouvelle unité, Lyrical Lily, a été annoncé. Il a été annoncé qu'Amane Shindo jouera le rôle de Haruna Kasuga et que d'autres acteurs seront sélectionnés lors de l'appel ouvert aux participants. Les producteurs de chaque unité autre que Lyrical Lily ont été annoncés. Premier single Dig Delight le 29 janvier 2020 ! A été annoncé pour être libéré. |
| 3e  | 31 janvier 2020     | D4DJ D4 FES. -Départ-                       | HÔTEL DE VILLE DE TOKYO DOME                       | Happy Around! Clé P Peaky Photon Maiden Merm4id Danse Rin                                                       | 1 représentation Il a été annoncé que le jeu d'application "DJ Groovy Mix" sera livré. Il a été annoncé que Seiji Mizushima serait le directeur de la version anime. Il a été annoncé que le premier album sortira le 22 avril 2020 et le deuxième album le 24 juin 2020. |
| 4e  | TBA                 | D4DJ 4th LIVE                               | TBA                                                | TBA | 2 représentations Initialement prévu pour se tenir à l' Amphithéâtre de Maihama le 26, 27 avril 2020, il a été reporté. |
| 5e  | TBA                 | D4DJ D4 FES. -Soyez heureux-                | TBA                                                | Jour 1 Happy Around! Clé P Peaky Danse Rin Lily lyrique Jour 2 Happy Around! Photon Maiden Merm4id Lily lyrique | 2 représentations Initialement prévu le 25, 26 juillet 2020 à Pacifico Yokohama, il a été reporté. |

## Participation à des événements

### Happy Around!
- CharaExpo USA 2019 (7 décembre 2019, Anaheim Convention Center D Hall) -Aimi, Kurachi, Iwata, Sato

### Peaky P-key
- Festival spécialisé -Kyoka Suigetsu- (1er décembre 2019, Shibuya WWW X )

### RONDO(Rondo?)
- Réunion de l'unité D4DJ -Merm4id- (30 septembre 2019, Youtube)

### Merm4id
- Réunion de l'unité D4DJ -Rinmai- (7 octobre 2019, Youtube)

## Diffusions en ligne

### D4DJ
- D4DJ Special Live Broadcast -STAY TUNE! - (13 mai 2019 Youtube ) -Maejima, Nishio, Otsuka, Sato, Iwata
- D4DJ Special Live Broadcast -STAY TUNE! - # 2 (5 juin 2019, Youtube) -Otsuka, Nishio, Hirashima, Negishi, Momo, Kagami
- D4DJ Special Live Broadcast -STAY TUNE! - # 3 (2 juillet 2019, YouTube) -Aimi, Nishio, Koizumi, Kurachi, Mimura, Hazuki
- Réunion de l'unité D4DJ Vol.0 (31 juillet 2019, YouTube) -Koizumi, Takagi, Iwata, Sato
- D4DJ Special Live Broadcast -Autumn meeting- (25 octobre 2019, Youtube) -Sato, Hirashima, Shisaki, Aimi, Otsuka
- Réunion de l'unité D4DJ - Annonce spéciale d'urgence! !! - (13 décembre 2019, Youtube) -Hirashima, Shisaki, Kurachi, Sato, Kato
- Super! A & G + Special Connaissez-vous "D4DJ"? ~ Sortie CD & FES. Spécial juste avant l'événement ~ (10 janvier 2020, Super! A&G +) - Kagami, Maejima, Shindo, Aimi, Negishi, Kato
- D4DJ Groovy Mix D4U Edition (26 février 2020, Youtube) -Nishio, Hirashima, Aimi, Kato, Iwata
- Famitsu x Game Blitz "Festival de diffusion en direct du printemps 2020! !! (5 mars 2020, Youtube) -Nishio, Sato, Iwata
- Famitsu x Game Blitz "Festival de diffusion en direct du printemps 2020! !! (7 mars 2020, Youtube) -Takagi, Aimi, Negishi, Nishio
- Lost Decade & D4DJ Groovy Mix présente une diffusion en direct en direct (25 mars 2020, SHOWROOM ) -Hirashima, Negishi
- Lost Decade & D4DJ Groovy Mix présente une diffusion en direct en direct (26 mars 2020, SHOWROOM) -Kato, Tsunko
- Lost Decade & D4DJ Groovy Mix présente LIVE EN LIGNE (27 mars 2020, SHOWROOM) -Happy Around! , Peaky P-key, Photon Maiden (Maejima n'apparaît pas), Merm4id, Rinmai
- D4DJ présente Radio (28 mars 2020, application de jeu Lost Decade) -Nishio, Shindo
- Creusons Grumiku! !! Version voyage d'affaires (25 mars 2020-, Youtube) -Nishio, Negishi
- # D4DJ_StayHome (26 avril 2020, Twitch ) -Nishio
- # D4DJ_StayHome (27 avril 2020, Twitch) -Tsunko
- # D4DJ_DJTIME (29 mai 2020, Twitch) -Takagi
- # D4DJ_DJTIME Vol.2 (5 juin 2020, Twitch) -Nishio
- # D4 DJ Sound Live uniquement juste avant le jour 1! Happy Around! Rencontre (20 juin 2020, Youtube, Twitch) -Happy Around! , Hirashima, Hazuki
- # D4 DJ Sound Live uniquement juste avant le jour 2! Happy Around! Rencontre (21 juin 2020, Youtube, Twitch) -Lyrical Lily, Nishio, Negishi
- D4DJ Sound Only Live (20-21 juin 2020, Youtube) Happy Around! , Peaky P-key, Photon Maiden, Merm4id, Rinmai Lily, Lyrical Lily
- Nonko et Nobita's Anime Scramble (1er juillet 2020, Super! A&G +) - Nishio, Takagi, Tanda
- Tokyo Geki Rock DJ Party EDGE-CRUSHER Vol.139 FÊTE DU 19e ANNIVERSAIRE ET SPÉCIAL HALLOWEEN (27 octobre 2019, clubasia)
- TOKYO MIX JUICE ~ Super Fusion Music Festival ~ (25 janvier 2020, WARP SHINJUKU)
- Réunion de l'unité D4DJ -Photon Maiden- (26 août 2019, Youtube)

## Productions vidéo

### Merm4id
- Summer Flower Love Dream (21 août 2020, E-Net Frontier )

## Publications

### Merm4id
- Summer Flower Love Dream (Photo: Hiromi Tsushima, Illustration: Yache, 2 décembre 2020, E-Net Frontier) (ISBN 978-4-86205-941-3)
- Calendrier 2021 (2 décembre 2020, E-Net Frontier) (ISBN 978-4-86205-942-0)

## Discographie

### Album
| #   | Date d'apparition | Titre                               | Lieu | Remarque                                                                                 |
| --- | ----------------- | ----------------------------------- | ---- | ---------------------------------------------------------------------------------------- |
| 1er | TBA               | Happy Around! 1er LIVE (provisoire) | TBA  | La performance de transfert en direct est prévue au Shimokitazawa GARDEN le 27 mars 2020 |

| #   | Date de sortie | Titre          | Numéro de produit standard | Oricon Plus haut hebdomadaire | Remarque |
| --- | -------------- | -------------- | -------------------------- | ----------------------------- | -------- |
| 1er | 22 avril 2020  | Direct Drive!  | BRMM-10261                 | 15e place                     |          |
| 2e  | 24 juin 2020   | Cosmic CoaSTAR | BRMM-10262                 | 13ème place                   |          |

### Générique
| #   | Date de sortie  | Titre        | Numéro de produit standard | Oricon Plus haut hebdomadaire | Remarque |
| --- | --------------- | ------------ | -------------------------- | ----------------------------- | -------- |
| 1er | 29 janvier 2020 | Dig Delight! | BRMM-10220 (A. ver)        | 9ème place                    |          |
| 1er | 29 janvier 2020 | Dig Delight! | BRMM-10221 (B. ver)        | 9ème place                    |          |

### Musique hors albums
|                      | オリジナルアーティスト |                                   |                                     |                                                        |
| Happy Around!        | Happy Around!          | Happy Around!                     | Happy Around!                       | Happy Around!                                          |
| -------------------- | ---------------------- | --------------------------------- | ----------------------------------- | ------------------------------------------------------ |
| ぽっぴん'しゃっふる  | Poppin'Party           |                                   | （Elements Garden）                 | （Elements Garden）（）                                |
| ココロオドル         | nobodyknows+           | nobodyknows+                      | nobodyknows+                        | DJ Mitsu（nobodyknows+）（）NAMBO（カバー）            |
| ムーンライト         | DALI                   |                                   |                                     | （）（カバー）                                         |
| レボリューション21   | モーニング。           | つんく                            | つんく                              | ダンス☆マン（）YASUSHI WATANABE（カバー）              |
| DAYS                 | FLOW                   | KEIGO HAYASHIKOHSHI ASAKAWA       | TAKESHI ASAKAWA                     | FLOW&Seiji Kameda（）NAMBO（カバー）                   |
| Happy Music♪         | Happy Around!          |                                   | PandaBoY                            | PandaBoY                                               |
| DIVE TO WORLD        | CHERRYBLOSSOM          | MEEKO                             | 83                                  | CHERRYBLOSSOM（）（カバー）                            |
| Peaky P-key          |                        |                                   |                                     |                                                        |
| アゲハ               | ポルノグラフィティ     | ハルイチ                          | ak.homma                            | ak.homma（）                                           |
| るじゃいられない     | Nanase Aikawa          | Tetsurō Oda                       |                                     | （）                                                   |
| CYBER CYBER          | ALTIMA                 | motsu Maon Kurosaki               |                                     | （）                                                   |
| ハート               | HOME MADE              | KUROMICROU-ICHI                   | Takahiro Watanabe                   | Takahiro Watanabe（）                                  |
| アンチクロックワイズ | After the Rain         | まふまふ                          | まふまふ                            | まふまふ（）（カバー）                                 |
| Peaky&Peaky!!        | Peaky P-key            | あすか                            |                                     |                                                        |
| Photon Maiden        |                        |                                   |                                     |                                                        |
| 99 ILLUSION!         | スタァライト           |                                   |                                     | ）                                                     |
| ブルー・フィールド   | Trident                | Heart's Cry                       | Heart's Cry                         | Heart's Cry（）fu_mou（カバー）                        |
| HOT LIMIT            | T.M. Revolution        |                                   | Daisuke Asakura                     | （）                                                   |
| シドニア             | angela                 | atsuko                            | atsukoKATSU                         | KATSU（）（カバー）                                    |
| READY STEADY GO      | L'Arc〜en〜Ciel        | hyde                              | tetsu                               | L'Arc〜en〜Ciel&Hajime Okano（）fu_mou（カバー）       |
| sakura               | NIRGILIS               | acchu iwata                       | minoru kuriharaacchu iwatako-ki ito | NIRGILIS（）fu_mou（カバー）                           |
| Discover Universe    | Photon Maiden          |                                   |                                     |                                                        |
| Merm4id              |                        |                                   |                                     |                                                        |
| CAT'S EYE            | Anri                   |                                   |                                     | （）（Hayato Yamamoto）、（Naoki Itai）（カバー）      |
| キューティーハニー   |                        | クロードQ                         | Takeo Watanabe                      | （）（Seiya Haga）（カバー）                           |
| HONEY                | L'Arc〜en〜Ciel        | hyde                              | hyde                                | L'Arc〜en〜Ciel&Hajime Okano（）                       |
| Gamble Rumble        | move                   | motsu                             | t-kimura                            | t-kimura（）（Seiya Haga）（カバー）                   |
| real Emotion         | Kumi Kōda              | Kenn Kato                         |                                     | h-wonder（）（Seiya Haga）（カバー）                   |
| 4U                   | Merm4id                |                                   |                                     | b4k（Ace Crew Entertainment）                          |
|                      |                        |                                   |                                     |                                                        |
| DESIRE --            | Akina Nakamori         |                                   | キサブロー                          | （）eMPIRE SOUND SYSTeMS（カバー）                     |
| unravel              | TK from として         | TK                                | TK                                  | TK（）ウル from SIREN（カバー）                        |
| のない               | EGOIST                 | ryo                               | ryo                                 | ryo（）（NIGHTMARE）（カバー）                         |
| Leia                 | ゆよゆっぺ feat. ルカ  | ゆよゆっぺ                        | ゆよゆっぺ                          | ゆよゆっぺ（）ウル from SIREN（カバー）                |
| テディベア           | Neru feat. リン        | れP（Neru）                       | れP（Neru）                         | れP（Neru）（）LITCHI / eMPIRE SOUND SYSTeMS（カバー） |
| Rising Hope          | LiSA                   | LiSA                              |                                     | （）Sho from MY FIRST STORY（カバー）                  |
| DAYBREAK'S BELL      | L'Arc〜en〜Ciel        | hyde                              | ken                                 | L'Arc〜en〜Ciel（）（NIGHTMARE）（カバー）             |
| ニルヴァナ           |                        | （NIGHTMARE）eMPIRE SOUND SYSTeMS | （NIGHTMARE）                       | （NIGHTMARE）                                          |
| KiLLiNG ME           | SiM                    | MAH                               | SiM                                 | SiM （）eMPIRE SOUND SYSTeMS（カバー）                 |

## Jeux mobiles
D4DJ Groovy Mix D4U Edition a été distribué par Bushimo, à partir du 20 février 2020, en tant qu'application de jeu pour iOS et Android. Il s'agissait d'une version de test.
D4DJ Groovy Mix est le jeu mobile de Bushiroad disponible sur iOS et Android. Il s'agit d'un jeu de rythme et d'aventure, développé par Donuts. Sa distribution a débuté à l'automne 2020.

## Animation diffusée à la télévision
La première saison est diffusée sous le titre de D4DJ First Mix, entre octobre 2020 et janvier 2021, réalisée par Seiji Mizushima et produit par Sanjigen.
Un épisode spécial, intitulé D4DJ Double Mix, est annoncé pour le 19 août 2022.
Une seconde saison, D4DJ All Mix, est prévue pour 2023.

### Projet D4DJ
- Site officiel